# 비범죄화
비범죄화(非犯罪化, 영어: decriminalization)는 어떤 행위에 대한 형사처벌의 폐지를 뜻한다. 법적인 규제를 도입하거나 적극적으로 인정하거나, 손해배상등의 대상으로 포섭하지 않는 것을 포함하는 합법화와는 구분된다.

## 사례
- 성매매 비범죄화
- 노르딕 모델(Nordic model, 노르딕 모델) 성판매자에게만 비범죄화.
- 마약 자유화

## 같이 보기
- 피해자 없는 범죄